# Dudleya variegata
Dudleya variegata är en fetbladsväxtart som först beskrevs av S. Wats., och fick sitt nu gällande namn av Reid Venable Moran. Dudleya variegata ingår i släktet Dudleya och familjen fetbladsväxter. Inga underarter finns listade i Catalogue of Life.